# 奥列格·弗拉基米罗维奇·尼古拉耶夫
奥列格·弗拉基米罗维奇·尼古拉耶夫（羅馬化：Oleg Vladimirovich Nikolayev；1998年5月21日—）是一名俄罗斯足球运动员，目前效力于佩夏诺科普斯科耶柴卡足球俱乐部。

## 生平
2016年7月28日，他在俄罗斯职业足球联赛中首次亮相。当时他代表伏尔加格勒罗托尔队对阵皮亚季戈尔斯克马舒克-KMV队。
2017年7月8日，他在俄罗斯全国足球联赛对阵希姆基队的比赛中首次代表罗托尔队出场。
2020年8月11日，他在俄罗斯超级联赛中首次代表伏尔加格勒罗托尔队对阵圣彼得堡泽尼特队。
2021年1月19日，他租借阿斯特拉罕伏尔加足球俱乐部，直至2020-21赛季结束。